# EUFOR
EUFOR of European Union Force ("Strijdmacht van de Europese Unie") is een algemene naam voor een snellereactie-eenheid die door Europese Unie wordt bestuurd en ingezet als onderdeel van het Gemeenschappelijk veiligheids- en defensiebeleid (GVDB). EUFOR is ondergeschikt aan de Europese Militaire Staf en sluit aan op andere EU-strijdkrachten zoals het Eurokorps, de European Gendarmerie Force, European Maritime Force en EU Battlegroups. EUFOR is tot nog toe vier keer ingezet: in Macedonië van maart tot december 2003 als EUFOR Concordia, in Bosnië en Herzegovina vanaf 2004 als EUFOR Althea, in Congo-Kinshasa in 2006 en in Tsjaad en de Centraal-Afrikaanse Republiek sinds 2007.

## Operaties

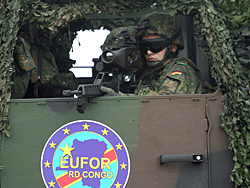
Duitse EUFOR-troepen in Congo-Kinshasa.

### EUFOR Concordia
EUFOR Concordia was een militaire operatie in Macedonië van maart tot december 2003.

### EUFOR Althea
EUFOR Althea is een militaire operatie Bosnië en Herzegovina om de implementatie van het Akkoord van Dayton te overzien. Zij is de opvolger van SFOR (NAVO) en IFOR. De overgang van SFOR naar EUFOR op 2 december 2004 was grotendeels een verandering van naam en commandanten: 80% van de troepen bleven ter plekke. Eind 2004 begon de missie met iets minder dan 7000 troepen. Tegen februari 2007 was de troepenmacht teruggebracht tot 1600 nadat de Europese Raad oordeelde dat de veiligheidssituatie flink was verbeterd. Tegelijk voerde EUFOR Liaison and Observation Teams (LOT's) in. Na een nieuw herstructureringsproces in 2012 werd de EUFOR-troepenmacht teruggebracht tot ongeveer 600.

### EUFOR DR Congo
Het acroniem EUFOR werd ook gebruikt voor een korte militaire inzet in 2006 in Congo-Kinshasa. Op 25 april 2006 werd Resolutie 1671 Veiligheidsraad Verenigde Naties aangenomen, waarmee toestemming werd gegeven voor tijdelijke inzet van een EU-strijdmacht om de VN-missie in Congo (MONUSCO) te ondersteunen tijdens de verkiezingsperiode vanaf 30 juli.

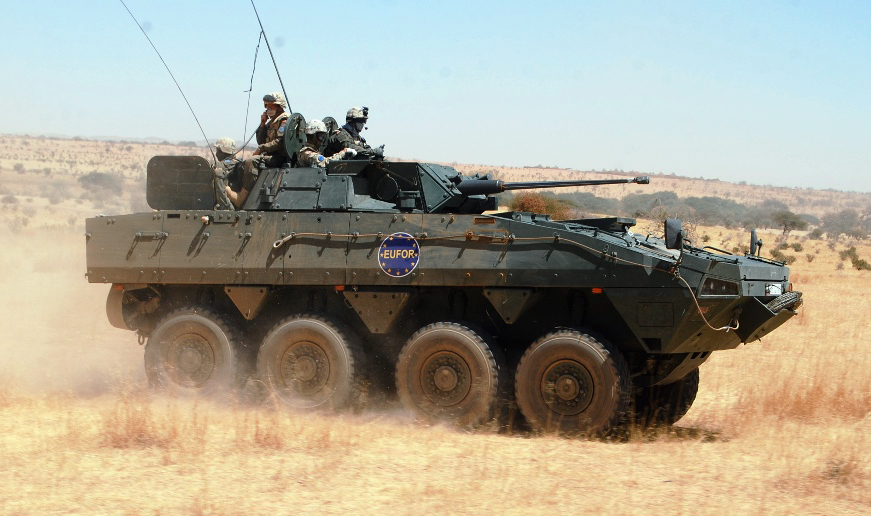
Poolse EUFOR-militairen in een pantservoertuig in Tsjaad.

### EUFOR Tchad/RCA
EUFOR Tchad/RCA verwijst naar een EU-missie onder de auspiciën en in het raamwerk van MINURCAT in Tsjaad en de Centraal-Afrikaanse Republiek sinds eind 2007. Het doel is vluchtelingen uit Darfoer en VN-hulpverleners beschermen. In maart 2008 was er veel twijfel in de Nederlandse politiek over deelname.